# Lijst van gemeentelijke monumenten in Gouda (centrum) A t/m G

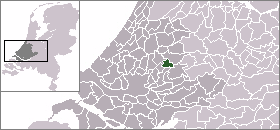
Gouda

Deze lijst geeft een overzicht van de gemeentelijke monumenten in de stad Gouda. In 2018 had Gouda 880 gemeentelijke monumenten. Meer afbeeldingen daarvan zijn te vinden in de categorie Gemeentelijke monumenten in Gouda op Wikimedia Commons. Zie voor de overige gemeentelijke monumenten Lijsten van gemeentelijke monumenten in Gouda en voor de rijksmonumenten de Lijst van rijksmonumenten in Gouda.

## Lijst van gemeentelijke monumenten in Gouda (centrum) A t/m G
| Object | Bouwjaar             | Architect      | Locatie                                | Coördinaten                  | Nr.         | Afbeelding |
| --- | -------------------- | -------------- | -------------------------------------- | ---------------------------- | ----------- | --- |
| Woonhuis en winkel, (Gouda-Centrum) |                      |                | Korte Tiendeweg 22 & Achter de Kerk 2a | 52° 0' 40" NB, 4° 42' 43" OL | GM 0513/330 | Meer afbeeldingen |
| Voormalig koetshuis en bovenwoning (Gouda-Centrum) | 1895                 |                | Achter de Kerk 5, 6a & 7               | 52° 0' 40" NB, 4° 42' 41" OL | GM 0513/438 | Meer afbeeldingen |
| Horecagelegenheid (Gouda-Centrum) | Ongeveer 1890        |                | Achter de Kerk 7a                      | 52° 0' 40" NB, 4° 42' 40" OL | GM 0513/848 | Horecagelegenheid (Gouda-Centrum) |
| Voormalige Stadsgalerie, bereikbaar via een brug met gestucte voorgevel en een later aangebracht lessenaarsdak (Gouda-Centrum) |                      |                | Achter de Kerk 10-11                   | 52° 0' 38" NB, 4° 42' 39" OL | GM 0513/203 | Meer afbeeldingen |
| Keersluisje met twee meerpalen, aan de bovenzijde met elkaar verbonden door een dwarsbalk. De twee puntdeuren werden in 1952 vernieuwd. (Gouda-Centrum)                                                                                   | Ongeveer 1630        |                | Achter de Kerk bij 10                  | 52° 0' 38" NB, 4° 42' 40" OL | GM 0513/552 | Keersluisje met twee meerpalen, aan de bovenzijde met elkaar verbonden door een dwarsbalk. De twee puntdeuren werden in 1952 vernieuwd. (Gouda-Centrum)                                                                                   |
| Woonhuis annex werkplaats, voormalig pakhuis (Gouda-Centrum) | Ongeveer 1870        |                | Achter de Vismarkt 1a-1, 1a-2,         | 52° 0' 40" NB, 4° 42' 33" OL | GM 0513/535 | Meer afbeeldingen |
| Twee aan elkaar gespiegelde woonhuizen met rode bakstenen gevels, gele bakstenen speklagen en twee mansardedaken met rode verbeterde Hollandse pannen. (Gouda-Centrum)                                                                    |                      |                | Achter de Vismarkt 5b - 7,             | 52° 0' 38" NB, 4° 42' 32" OL | GM 0513/536 | Meer afbeeldingen |
| Woonhuis, voormalig pakhuis. In gebruik geweest, samen met nummer 4-6, als sigarenfabriek Firma Van Vreumingen (Gouda-Centrum) | 1800                 |                | Achter de Vismarkt 8                   | 52° 0' 40" NB, 4° 42' 32" OL | GM 0513/537 | Woonhuis, voormalig pakhuis. In gebruik geweest, samen met nummer 4-6, als sigarenfabriek Firma Van Vreumingen (Gouda-Centrum) |
| Woonhuis annex werkplaats, voormalig pakhuis (Gouda-Centrum) | 1878                 |                | Achter de Vismarkt 12-14-14a           | 52° 0' 40" NB, 4° 42' 32" OL | GM 0513/538 | Meer afbeeldingen |
| Woonhuis met gepleisterde lijstgevel, kroonlijst op klossen en een schilddak (Gouda-Centrum) | 1885                 |                | Achter de Vismarkt 16                  | 52° 0' 39" NB, 4° 42' 32" OL | GM 0513/539 | Woonhuis met gepleisterde lijstgevel, kroonlijst op klossen en een schilddak (Gouda-Centrum) |
| Hoekhuis gebouwd in de Hollandse Neo-renaissancestijl (Gouda-Centrum) | Ongeveer 1870        |                | Achter de Vismarkt 19, 21              | 52° 0' 37" NB, 4° 42' 31" OL | GM 0513/34  | Hoekhuis gebouwd in de Hollandse Neo-renaissancestijl (Gouda-Centrum) |
| Twee kleine woonhuizen annex werkplaatsen met bakstenen klokgevel (Gouda-Centrum) | 1865                 |                | Achter de Vismarkt 26-28,              | 52° 0' 39" NB, 4° 42' 32" OL | GM 0513/540 | Meer afbeeldingen |
| Woonhuis met rood geschilderde bakstenen klokgevel, topgevel met rollaag en kroonlijst en een mansardedak. (Gouda-Centrum) | Ongeveer 1889        |                | Achter de Vismarkt 29                  | 52° 0' 36" NB, 4° 42' 30" OL | GM 0513/541 | Woonhuis met rood geschilderde bakstenen klokgevel, topgevel met rollaag en kroonlijst en een mansardedak. (Gouda-Centrum) |
| Woonhuis met bakstenen lijstgevel, kroonlijst en een zadeldak (Gouda-Centrum) | 1880                 |                | Achter de Vismarkt 32                  | 52° 0' 38" NB, 4° 42' 32" OL | GM 0513/542 | Woonhuis met bakstenen lijstgevel, kroonlijst en een zadeldak (Gouda-Centrum) |
| Woonhuis met bakstenen lijstgevel van ijsselstenen, speklagen, een gepleisterde plint, segmentbogen met gestucte aanzetstenen en diamantkoppen als sluitstenen, boogvelden met siermetselwerk, bakgoot en een mansardedak (Gouda-Centrum) | 1911                 |                | Achter de Vismarkt 33                  | 52° 0' 36" NB, 4° 42' 30" OL | GM 0513/167 | Woonhuis met bakstenen lijstgevel van ijsselstenen, speklagen, een gepleisterde plint, segmentbogen met gestucte aanzetstenen en diamantkoppen als sluitstenen, boogvelden met siermetselwerk, bakgoot en een mansardedak (Gouda-Centrum) |
| Dubbel woonhuizen met bakstenen gevel, gevelsteen, kroonlijst en een zadeldak met voorschild (Gouda-Centrum) | Ongeveer 1860        |                | Achter de Vismarkt 34-36,              | 52° 0' 38" NB, 4° 42' 32" OL | GM 0513/543 | Dubbel woonhuizen met bakstenen gevel, gevelsteen, kroonlijst en een zadeldak met voorschild (Gouda-Centrum) |
| Woonhuis met roodgeschilderde bakstenen gevel, gevelopeningen met strekken, kroonlijst en een mansardedak (Gouda-Centrum) | ongeveer 1880        |                | Achter de Vismarkt 38                  | 52° 0' 38" NB, 4° 42' 32" OL | GM 0513/544 | Woonhuis met roodgeschilderde bakstenen gevel, gevelopeningen met strekken, kroonlijst en een mansardedak (Gouda-Centrum) |
| Woonhuis gepleisterde klokgevel, schijnvoegen en -strekken, geveltop met gestucte band, kroonlijst en een zadeldak (Gouda-Centrum) | Ongeveer 1889        |                | Achter de Vismarkt 39                  | 52° 0' 36" NB, 4° 42' 29" OL | GM 0513/545 | Woonhuis gepleisterde klokgevel, schijnvoegen en -strekken, geveltop met gestucte band, kroonlijst en een zadeldak (Gouda-Centrum) |
| Drie woonhuisjes annex werkplaats met bakstenen klokgevels en zadeldaken, gevelopeningen met rollagen en geveltoppen met muurankers en frontons. (Gouda-Centrum)                                                                          | Ongeveer 1860        |                | Achter de Vismarkt 44, 46, 48          | 52° 0' 38" NB, 4° 42' 32" OL | GM 0513/546 | Drie woonhuisjes annex werkplaats met bakstenen klokgevels en zadeldaken, gevelopeningen met rollagen en geveltoppen met muurankers en frontons. (Gouda-Centrum)                                                                          |
| Woonhuis met gepleisterde lijstgevel en schijnvoegen, kroonlijst en een zadeldak met voorschild (Gouda-Centrum) | ongeveer 1870        |                | Achter de Vismarkt 52                  | 52° 0' 38" NB, 4° 42' 31" OL | GM 0513/547 | Woonhuis met gepleisterde lijstgevel en schijnvoegen, kroonlijst en een zadeldak met voorschild (Gouda-Centrum) |
| Woonhuis met bakstenen lijstgevel, gepleisterde pui met schijnvoegen, bovenramen met art-deco-glas-in-lood, kroonlijst en een mansardedak. (Gouda-Centrum)                                                                                | Ongeveer 1870        |                | Achter de Vismarkt 58-60,              | 52° 0' 38" NB, 4° 42' 31" OL | GM 0513/548 | Woonhuis met bakstenen lijstgevel, gepleisterde pui met schijnvoegen, bovenramen met art-deco-glas-in-lood, kroonlijst en een mansardedak. (Gouda-Centrum)                                                                                |
| Woonhuis, (Gouda-Centrum) | Ongeveer 1800        |                | Achter de Vismarkt 70                  | 52° 0' 37" NB, 4° 42' 30" OL | GM 0513/549 | Woonhuis, (Gouda-Centrum) |
| Woonhuis annex werkplaats, (Gouda-Centrum) |                      |                | Achter de Vismarkt 76                  | 52° 0' 37" NB, 4° 42' 30" OL | GM 0513/550 | Woonhuis annex werkplaats, (Gouda-Centrum) |
| Woonhuis, (Gouda-Centrum) |                      |                | Achter de Vismarkt 78                  | 52° 0' 37" NB, 4° 42' 30" OL | GM 0513/111 | Woonhuis, (Gouda-Centrum) |
| Woonhuis, (Gouda-Centrum) |                      |                | Achter de Vismarkt 86 voorheen 86-84   | 52° 0' 37" NB, 4° 42' 29" OL | GM 0513/428 | Woonhuis, (Gouda-Centrum) |
| Hoekpand in eclectische stijl Blauwstraat 1 / Hoogstraat 23, (Gouda-Centrum) | Ongeveer 1880        |                | Blauwstraat 1 & Hoogstraat 23          | 52° 0' 46" NB, 4° 42' 35" OL | GM 0513/76  | Meer afbeeldingen |
| Woon-/winkelpand, (Gouda-Centrum) |                      |                | Blauwstraat 2                          | 52° 0' 46" NB, 4° 42' 35" OL | GM 0513/77  | Woon-/winkelpand, (Gouda-Centrum) |
| Woon-/winkelpand (Gouda-Centrum) |                      |                | Blauwstraat 6-7,                       | 52° 0' 45" NB, 4° 42' 34" OL | GM 0513/97  | Woon-/winkelpand (Gouda-Centrum) |
| Woonhuis (Gouda-Centrum) | 1898                 |                | Blauwstraat 8-9,                       | 52° 0' 45" NB, 4° 42' 34" OL | GM 0513/98  | Woonhuis (Gouda-Centrum) |
| Woon-/winkelpand, (Gouda-Centrum) |                      |                | Blauwstraat 12                         | 52° 0' 45" NB, 4° 42' 33" OL | GM 0513/78  | Woon-/winkelpand, (Gouda-Centrum) |
| Woonhuis annex werkplaats, (Gouda-Centrum) | 1895                 |                | Blauwstraat 13, voorheen 13-14         | 52° 0' 45" NB, 4° 42' 33" OL | GM 0513/99  | Woonhuis annex werkplaats, (Gouda-Centrum) |
| Woonhuis, (Gouda-Centrum) | 1934                 |                | Blauwstraat 15                         | 52° 0' 45" NB, 4° 42' 33" OL | GM 0513/100 | Woonhuis, (Gouda-Centrum) |
| Woon-/winkelpand, (Gouda-Centrum) | Ongeveer 1900        |                | Doelenstraat 2                         | 52° 0' 33" NB, 4° 42' 52" OL | GM 0513/431 | Woon-/winkelpand, (Gouda-Centrum) |
| Woonhuis annex werkplaats (Gouda-Centrum) | Ongeveer 1900        |                | Doelenstraat 3-5,                      | 52° 0' 34" NB, 4° 42' 53" OL | GM 0513/432 | Woonhuis annex werkplaats (Gouda-Centrum) |
| Woon-/winkelpand, (Gouda-Centrum) | Ongeveer 1910        |                | Doelenstraat 8                         | 52° 0' 33" NB, 4° 42' 53" OL | GM 0513/433 | Woon-/winkelpand, (Gouda-Centrum) |
| Woonhuis, (Gouda-Centrum) |                      |                | Doelenstraat 21                        | 52° 0' 34" NB, 4° 42' 54" OL | GM 0513/434 | Woonhuis, (Gouda-Centrum) |
| Woonhuis annex bedrijfsruimte (Gouda-Centrum) |                      |                | Doelenstraat 24-26,                    | 52° 0' 33" NB, 4° 42' 55" OL | GM 0513/435 | Woonhuis annex bedrijfsruimte (Gouda-Centrum) |
| Woon-/winkelpand (Gouda-Centrum) |                      |                | Doelenstraat 31                        | 52° 0' 34" NB, 4° 42' 55" OL | GM 0513/436 | Woon-/winkelpand (Gouda-Centrum) |
| Woon-/winkelpand, (Gouda-Centrum) |                      |                | Doelenstraat 32                        | 52° 0' 34" NB, 4° 42' 55" OL | GM 0513/437 | Woon-/winkelpand, (Gouda-Centrum) |
| Donkere sluis, (schutsluis) (Gouda-Centrum) |                      |                | Dubbele Buurt                          | 52° 0' 37" NB, 4° 42' 37" OL | GM 0513/201 | Meer afbeeldingen |
| Woon-/winkelpand (Gouda-Centrum) |                      |                | Dubbele Buurt 4-6,                     | 52° 0' 37" NB, 4° 42' 37" OL | GM 0513/37  | Meer afbeeldingen |
| Woonhuis, (Gouda-Centrum) | Ongeveer 1890        |                | Dubbele Buurt 8                        | 52° 0' 37" NB, 4° 42' 38" OL | GM 0513/439 | Woonhuis, (Gouda-Centrum) |
| Woon-/winkelpand (Gouda-Centrum) | Ongeveer 1895        |                | Dubbele Buurt 10 & 10a,                | 52° 0' 37" NB, 4° 42' 38" OL | GM 0513/440 | Meer afbeeldingen |
| Uitsluitend kelder, (Gouda-Centrum) |                      |                | Dubbele Buurt 17 (uitsluitend kelder)  | 52° 0' 37" NB, 4° 42' 38" OL | GM 0513/841 | Uitsluitend kelder, (Gouda-Centrum) |
| Hotel De Utrechtsche Dom (Gouda-Centrum) | ongeveer 1875        |                | Geuzenstraat 6-8-10                    | 52° 0' 42" NB, 4° 42' 52" OL | GM 0513/595 | Meer afbeeldingen |
| Woonhuis, (Gouda-Centrum) | Ongeveer 1903 - 1905 |                | Geuzenstraat 18                        | 52° 0' 42" NB, 4° 42' 52" OL | GM 0513/644 | Woonhuis, (Gouda-Centrum) |
| Woonhuis, (Gouda-Centrum) | 1866                 |                | Groeneweg 7, voorheen 7-9              | 52° 0' 41" NB, 4° 42' 50" OL | GM 0513/597 | Woonhuis, (Gouda-Centrum) |
| Woon-/winkelpand, (Gouda-Centrum) | Ongeveer 1850        |                | Groeneweg 6-8                          | 52° 0' 41" NB, 4° 42' 49" OL | GM 0513/596 | Woon-/winkelpand, (Gouda-Centrum) |
| Woon-/winkelpand, (Gouda-Centrum) |                      |                | Groeneweg 10                           | 52° 0' 41" NB, 4° 42' 49" OL | GM 0513/609 | Woon-/winkelpand, (Gouda-Centrum) |
| Woonhuis (Gouda-Centrum) |                      |                | Groeneweg 12 & 12a,                    | 52° 0' 41" NB, 4° 42' 49" OL | GM 0513/598 | Woonhuis (Gouda-Centrum) |
| Voormalige Klaas de Vriesschool (Gouda-Centrum) | 1884                 | L. Burgersdijk | Groeneweg 30                           | 52° 0' 39" NB, 4° 42' 49" OL | GM 0513/714 | Voormalige Klaas de Vriesschool (Gouda-Centrum) |
| Voormalige gymnastiekzaal van Klaas de Vriesschool (Gouda-Centrum) | 1884                 | L. Burgersdijk | Groeneweg 30a                          | 52° 0' 39" NB, 4° 42' 49" OL | GM 0513/874 | Voormalige gymnastiekzaal van Klaas de Vriesschool (Gouda-Centrum) |
| Achterzijde van het voormalige Weeshuis (Gouda-Centrum) | Ongeveer 1876        |                | Groeneweg 32                           | 52° 0' 38" NB, 4° 42' 50" OL | GM 0513/850 | Meer afbeeldingen |
| Twee identieke huisjes (Gouda-Centrum) | 1866                 |                | Groeneweg 54-56,                       | 52° 0' 35" NB, 4° 42' 51" OL | GM 0513/689 | Twee identieke huisjes (Gouda-Centrum) |
| Woonhuis, (Gouda-Centrum) |                      |                | Groeneweg 60                           | 52° 0' 35" NB, 4° 42' 51" OL | GM 0513/715 | Woonhuis, (Gouda-Centrum) |
| Twee identieke huisjes (Gouda-Centrum) | 1915                 |                | Groeneweg 62-64,                       | 52° 0' 35" NB, 4° 42' 51" OL | GM 0513/716 | Twee identieke huisjes (Gouda-Centrum) |
| Woonhuis, (Gouda-Centrum) | 1866                 |                | Groeneweg 66                           | 52° 0' 35" NB, 4° 42' 51" OL | GM 0513/599 | Woonhuis, (Gouda-Centrum) |
| Woonhuis, (Gouda-Centrum) | 1866                 |                | Groeneweg 68                           | 52° 0' 35" NB, 4° 42' 51" OL | GM 0513/600 | Woonhuis, (Gouda-Centrum) |
| Woonhuis, (Gouda-Centrum) | 1866                 |                | Groeneweg 70                           | 52° 0' 35" NB, 4° 42' 51" OL | GM 0513/601 | Woonhuis, (Gouda-Centrum) |
| Woonhuis, (Gouda-Centrum) | 1866                 |                | Groeneweg 72                           | 52° 0' 35" NB, 4° 42' 51" OL | GM 0513/602 | Woonhuis, (Gouda-Centrum) |
| Woonhuis, (Gouda-Centrum) |                      |                | Groeneweg 79                           | 52° 0' 34" NB, 4° 42' 52" OL | GM 0513/603 | Woonhuis, (Gouda-Centrum) |
| Woonhuis, (Gouda-Centrum) |                      |                | Groeneweg 81-83                        | 52° 0' 34" NB, 4° 42' 52" OL | GM 0513/604 | Woonhuis, (Gouda-Centrum) |
| Woonhuis (Gouda-Centrum) |                      |                | Groeneweg 85-87                        | 52° 0' 34" NB, 4° 42' 52" OL | GM 0513/717 | Meer afbeeldingen |
| Woonhuis, (Gouda-Centrum) | 1897                 |                | Groeneweg 89                           | 52° 0' 34" NB, 4° 42' 52" OL | GM 0513/605 | Woonhuis, (Gouda-Centrum) |
| Woon- en voormalig winkelpand (Gouda-Centrum) | Ongeveer 1900        |                | Groeneweg 91 & Doelenstraat 1 & 1a,    | 52° 0' 34" NB, 4° 42' 52" OL | GM 0513/430 | Meer afbeeldingen |